# Cirsium vancouverense
Cirsium vancouverense là một loài thực vật có hoa trong họ Cúc. Loài này được R.J.Moore & Frankton mô tả khoa học đầu tiên năm 1962.